# Фадеечев, Николай Борисович
Никола́й Бори́сович Фаде́ечев (27 января 1933, Москва — 23 июня 2020, Москва) — советский и российский артист балета, педагог; народный артист СССР (1976), лауреат премии имени В. Нижинского (1958).

## Биография
В 1952 году окончил Московское хореографическое училище по классу Александра Руденко. На выпускном спектакле вместе с Мариной Кондратьевой исполнил главные партии в балете «Щелкунчик» Петра Чайковского.
Был принят в Большой театр, где со второго года начал получать сольные и ведущие партии. Как вспоминает Марина Кондратьева: «Весь творческий путь Коли прошёл на моих глазах. Конечно, мы начинали с кордебалета. Но Коля быстро выделился благодаря своим уникальным данным, таланту и работоспособности… Партнёра более удобного трудно себе представить. Он прекрасно „держал“, иногда даже не руками, а одним пальцем. И никогда не надо было волноваться за пируэты или обводки. Николай всегда выигрышно представлял балерину, оттеняя её своим исключительным благородством».
Благодаря хорошим природным данным, прекрасной школе, врождённой деликатности и чуткости в дуэтном танце, выдвинулся в солисты и оказался незаменимым партнёром для всех ведущих балерин своего времени. В разные годы танцевал с Г. С. Улановой, М. М. Плисецкой (постоянный партнёр все 1960-е годы), Р. С. Стручковой, Н. В. Тимофеевой, М. В. Кондратьевой, С. Д. Адырхаевой, Н. И. Бессмертновой, Е. С. Максимовой, Л. И. Семенякой.
Галина Уланова признавалась: «У меня было много партнеров, но, пожалуй, самые чуткие руки были у Фадеечева».
В 1956 году был участником первых гастролей Большого театра в Лондоне, где дебютировал в балете «Жизель» А. Адана с Галиной Улановой. Английские рецензенты назвали его «самым аристократичным коммунистом». Повторил успех в Париже. В 1961 году был участником первых гастролей Большого театра в США, где был партнёром Майи Плисецкой.
В 1971 году вместе с Майей Плисецкой стали первыми советскими приглашёнными солистами Опера де Пари в Париже, где исполнили главные партии в балете «Лебединое озеро» П. И. Чайковского. По отзывам Майи Плисецкой: «Танец Николая Фадеечева отличается редким чувством стиля. Здесь сказывается такое драгоценное качество этого артиста, как умение видеть себя со стороны, до конца продумывать всю линию своего сценического поведения, вплоть до мельчайших деталей, ракурсов, той или иной позы».
Гастролировал за рубежом: Англия (1956, 1958, 1964), США, Канада (1959, 1963), Куба (1965), Франция (1958, 1961, 1963), КНР (1959), Италия (1964), Дания, Норвегия (1961) и др.
Был первым исполнителем партии Данилы в «Каменном цветке», Хозе в балете «Кармен-сюита».
Герои Фадеечева отличались лиричностью и мужественностью, силой и аристократизмом.
Выдающийся исполнитель роли Зигфрида в «Лебедином озере», графа Альберта в «Жизели».
Первым из советских танцовщиков удостоился присуждаемой Парижской академией танца Премии имени Вацлава Нижинского (1958 год).
Из текста наградного диплома: "Самому блестящему академическому танцовщику Николаю Фадеечеву, который, презрев законы гравитации, 31 мая 1958 года появился вместе с балетом Большого на сцене Парижской оперы в балете «Лебединое озеро».
Оставил сцену в 1977 году по причине развивающейся астмы и стал педагогом-репетитором Большого театра. Под его руководством занимались и репетировали ведущие солисты и премьеры Большого Балета: Алексей Фадеечев, Сергей Филин, Андрей Уваров, Николай Цискаридзе, Руслан Скворцов, Артём Овчаренко.
По словам Николая Цискаридзе: «Он стал одним из тех самых важных в моей жизни людей, кто воспитал меня в театре, сделал из мальчика артиста. Фадеечев не позволяет мне „вариться в собственном соку“, заставляет думать и развиваться».
В 1993—1997 годах также работал педагогом-репетитором труппы «Академия Ренессанс балет».
Скончался 23 июня 2020 года в ГКБ № 67 в Москве от сердечной недостаточности. Похоронен в семейной могиле на Новодевичьем кладбище. В сентябре 2022 года в присутствии коллег и друзей Фадеечева состоялось открытие памятника, установленного на Новодевичьем кладбище.

### Семья
- Жена — Ирина Андреевна Холина, в 1966—1986 годы — солистка балета Большого театра.
- Сын — Алексей Фадеечев (род. 1960), солист балета Большого театра в 1978—1998 годах. Народный артист России (1997).
- Сын — Александр Фадеечев, артист балета, солист Большого театра.

## Награды и звания
- Заслуженный артист РСФСР (15 сентября 1959 года) — за заслуги в области советского искусства[11].
- Народный артист РСФСР (15 сентября 1964 года) — за заслуги в области советского искусства[12]
- Народный артист СССР (25 мая 1976 года) — за большие заслуги в развитии советского музыкального и хореографического искусства и в связи с 200-летием Государственного академического Большого театра СССР[13]
- Орден Почёта (5 июня 2003 года) — за многолетнюю плодотворную деятельность в области культуры и искусства[14]
- Орден Трудового Красного Знамени (1971)
- Медаль «Для Финляндии» ордена Льва Финляндии (28 марта 1968 года, Финляндия)[15]
- Благодарность Президента Российской Федерации (22 марта 2001 года) — за большой вклад в развитие отечественного музыкально-театрального искусства[16]
- I-я премия Международного фестиваля молодёжи и студентов в Москве (1957)
- Премия имени Вацлава Нижинского Парижской академии танца (1958)
- Премия Фонда Галины Улановой «За беззаветное служение искусству танца» (2004)
- Приз «Душа танца» журнала «Балет» (номинация «Мэтр танца») (2004)
- «Золотая маска» — «За выдающийся вклад в развитие театрального искусства» (2019)

## Репертуар (основные партии)
- 1951 — «Щелкунчик» П. И. Чайковского — Принц
- 1953 — «Красный мак» Р. М. Глиэра — Феникс
- 1953 — «Раймонда» А. К. Глазунова — Кавалер, Бернар
- 1954 — «Сказ о каменном цветке» С. С. Прокофьева — Опал
- 1954 — «Лебединое озеро» П. И. Чайковского — Принц Зигфрид
- 1955 — «Спящая красавица» П. И. Чайковского — Голубая птица и Принц Дезире
- 1956 — «Жизель» А. Адана — Альберт
- 1956 — «Лауренсия» А. А. Крейна — Юноша
- 1958 — «Лауренсия» А. А. Крейна — Фрондозо
- 1958 — «Спартак» А. Хачатуряна — Гармодий
- 1958 — «Шопениана» на музыку Ф. Шопена — Юноша
- 1959 — «Каменный цветок» С. С. Прокофьева — Данила
- 1960 — «Ромео и Джульетта» С. С. Прокофьева — Ромео
- 1960 — «Раймонда» А. К. Глазунова — Жан де Бриен
- 1962 — «Бахчисарайский фонтан» Б. В. Асафьева — Вацлав
- 1962 — «Гаянэ» А. И. Хачатуряна — Армен
- 1963 — «Спящая красавица» П. И. Чайковского — Принц Дезире
- 1963 — «Класс-концерт» на музыку Д. Д. Шостаковича, А. К. Глазунова, А. К. Лядова, хореография А. М. Мессерера — Солист
- 1964 — «Дон Кихот» Л. Минкуса — Базиль
- 1964 — «Жар-птица» И. Ф. Стравинского — Иван-царевич
- 1967 — «Асель» Б. В. Власова — Ильяс
- 1967 — «Кармен-сюита» Ж. Бизе — Р. К. Щедрина — Хозе
- 1967 — «Прелюдии и фуги» на музыку И. С. Баха — Солист
- 1969 — «Лебединое озеро» П. И. Чайковского — Принц Зигфрид
- 1972 — «Анна Каренина» Р. К. Щедрина — Каренин

## Фильмография
- 1957 — «Балет Большого театра» (фильм-спектакль) — Альберт
- 1957 — «Лебединое озеро» (фильм-балет) — Зигфрид
- 1964 — «Майя Плисецкая» (документальный)
- 1967 — «Самая высокая…» (Голубой огонёк-1967) (фильм-спектакль)
- 1969 — «Балерина» (фрагменты из балета «Раймонда», «Прелюдия», «Кармен-сюита») (фильм-концерт)
- 1969 — «Похищение» — артист Фадеечев
- 1973 — «Хореографические новеллы» («Прелюдия») (телефильм-концерт)
- 1973 — «Раймонда» (фильм-балет) — Жан де Бриен
- 2008 — «Николай Фадеечев» (документальный, реж. Н. Тихонов)

## О Николае Фадеечеве
Танец артиста лишён малейшей напыщенности и напряжения — кажется, что артисту привольно и просто жить в сфере танца. Лёгкость, непринуждённость, особая певучесть движений делают его властелином воздушной техники.

Фадеечев принадлежит к редкому типу «воздушных» танцовщиков. Лёгкость как бы замедленного в воздухе прыжка, «бесшумность» приземлений создают впечатление, что он может свободно и безмятежно парить в воздухе. Не только прыжок, но и все туры, пируэты, шенэ кажутся у него мягкими, он не форсирует, не подчёркивает технические эффекты и трудности.— Борис Львов-Анохин

Николай Фадеечев — замечательный танцовщик, великолепный партнёр. Красота, благородство каждого его жеста, всей сценической манеры стали образцом для нашего поколения. Когда Фадеечев выходил на сцену, с первого шага ощущалось, что это — настоящий принц! До сих пор помню, как в «Лебедином озере» весь зал смотрел вовсе не на танцующие на переднем плане пары: все смотрели на Зигфрида — Николая Фадеечева, который сидел в глубине сцены и всего лишь неторопливо, пальчик за пальчиком, безумно элегантно снимал перчатки! Недаром во время гастролей Большого театра в Англии в 1956 году рецензии на его выступления выходили под заголовками: «Самый аристократичный коммунист»!

У Коли были необыкновенные руки — в его руках я всегда чувствовала себя очень спокойно, уверенно: с ним танцуешь — всё равно что на диване лежишь — можно ничего не делать, до того удобно! Но главное — с таким партнёром всегда получалось общение на сцене, он «говорил» с тобой танцем.

Танцевала я с Фадеечевым совсем немного; сейчас, когда работаю в Большом театре балетмейстером-репетитором, мы встречаемся даже чаще. Иногда мы проводим совместные репетиции наших учеников и я наблюдаю, как спокойно, доброжелательно Николай Борисович указывает им на шероховатости исполнения, как он находит удивительно точные образы, поясняя актёрскую задачу, как передаёт молодым традиции истинного партнёрства. Его знаменитый аристократизм, благородство манеры сохранились до сих пор: Фадеечев никогда не повышает голоса, никогда не кричит, не спорит. Он только говорит: «Знаешь, то, что ты сделал, совсем не элегантно, не надо так…» Сейчас фигура у Коли довольно сильно изменилась (всегда любил покушать и не отказывал себе в этом), на репетициях он двигается мало, больше сидит и встаёт редко. Но иногда Фадеечев (если после долгих словесных пояснений танцовщик всё равно никак не понимает, что от него требуется) нехотя поднимается со стула, бежит по залу — тогда я вдруг вижу, как этот очень полный человек просто летит, летит как воздушный шар, почти не касаясь пола, и каждый жест его всё так же исполнен непередаваемого изящества… А потом Николай Борисович спокойно спрашивает своего молодого ученика: «Ну и что же тебе непонятно?»… Он оказался блестящим педагогом!— Екатерина Максимова

Николай Борисович помогает мне найти какие-то свои, особенные краски, предлагая новый актёрский взгляд на привычные формы, ситуации. Он, словно художник, рисует меня, и я не в силах противиться его волшебной кисти. Фадеечев говорит, что и сам всегда находился в поиске, любил что-то изменить, пробовать новое. Это даёт огромный результат, и на мой взгляд, обогащает партию.

Когда он сам что-то показывает в зале, поражаешся, как тонко чувствует он музыку, как гармоничны его движения. Это же ощущение возникает, когда смотришь записи Фадеечева — танцуя, он словно пропевал свою партию на сцене. осхищает его необыкновенная лёгкость — в движениях, в прыжках, в дуэтах. И тогда думаешь: выйду на сцену и сделаю всё так же легко, а выходишь и не можешь понять, как это у него получалось…— Сергей Филин